# Eichhornia
Eichhornia, jacints d'aigua, és un gènere de plantes aquàtiques que són plantes natives d'Amèrica del Sud i s'han naturalitzat en altres zones tropicals i subtropicals del món, ha esdevingut una espècie invasora significativa.